# Anna Veith
Anna Veith (nume de fată: Fenninger; n. 18 iunie 1989, Hallein, Salzburg, Austria) este o fostă schioară austriacă ce a participat la Cupa Mondială de Schi Alpin. Este campioana la general în sezonul 2015. 
A început să participe la toate cele cinci discipline alpine, dar din ianuarie 2012 nu a mai participat la proba de slalom. Primul ei succes major a fost să devină campioană mondială la super combinată în 2011, fără să fi câștigat vreo cursă până atunci. La Jocurile Olimpice de iarnă din 2014 de la Soci, Rusia a câștigat medalia de aur la Super-G, iar la sfârșitul sezonului a câștigat titlul mondial atât la general, cât și la slalom uriaș. 

## Rezultate Cupa Mondială

### Titluri
- 4 titluri - (2 la general și 2 la slalom uriaș)

| Sezon | Disciplină   |
| ----- | ------------ |
| 2014  | General      |
| 2014  | Slalom Uriaș |
| 2015  | General      |
| 2015  | Slalom Uriaș |

### Clasări pe sezoane
| Sezon | Vârsta | General                                                                | Slalom                                                                 | Slalom uriaș                                                           | Super-G                                                                | Coborâre                                                               | Combinata                                                              |
| ----- | ------ | ---------------------------------------------------------------------- | ---------------------------------------------------------------------- | ---------------------------------------------------------------------- | ---------------------------------------------------------------------- | ---------------------------------------------------------------------- | ---------------------------------------------------------------------- |
| 2007  | 17     | 108                                                                    | —                                                                      | 40                                                                     | —                                                                      | —                                                                      | —                                                                      |
| 2008  | 18     | 60                                                                     | —                                                                      | 52                                                                     | 32                                                                     | —                                                                      | 14                                                                     |
| 2009  | 19     | 20                                                                     | 39                                                                     | 52                                                                     | 15                                                                     | 21                                                                     | 7                                                                      |
| 2010  | 20     | 26                                                                     | —                                                                      | —                                                                      | 13                                                                     | 26                                                                     | 6                                                                      |
| 2011  | 21     | 12                                                                     | 59                                                                     | 33                                                                     | 7                                                                      | 6                                                                      | 9                                                                      |
| 2012  | 22     | 5                                                                      | 54                                                                     | 4                                                                      | 3                                                                      | 19                                                                     | 8                                                                      |
| 2013  | 23     | 3                                                                      | —                                                                      | 2                                                                      | 3                                                                      | 8                                                                      | 13                                                                     |
| 2014  | 24     | 1                                                                      | —                                                                      | 1                                                                      | 2                                                                      | 2                                                                      | 8                                                                      |
| 2015  | 25     | 1                                                                      | —                                                                      | 1                                                                      | 2                                                                      | 2                                                                      | 1                                                                      |
| 2016  | 26     | accidentată la genunchi în octombrie: nu a mai concurat în acest sezon | accidentată la genunchi în octombrie: nu a mai concurat în acest sezon | accidentată la genunchi în octombrie: nu a mai concurat în acest sezon | accidentată la genunchi în octombrie: nu a mai concurat în acest sezon | accidentată la genunchi în octombrie: nu a mai concurat în acest sezon | accidentată la genunchi în octombrie: nu a mai concurat în acest sezon |